# Ángel del Señor

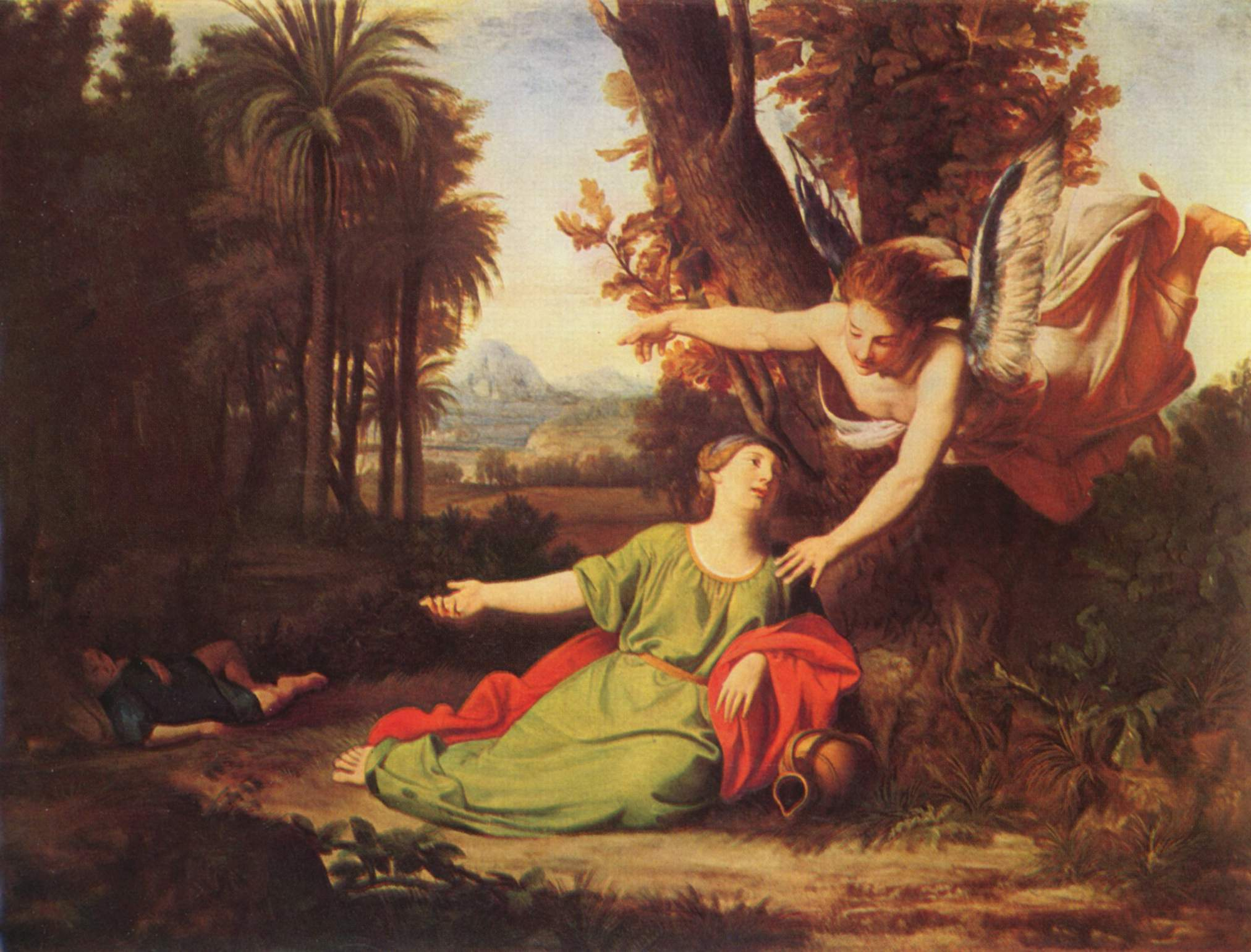
El Ángel del Señor se aparece a Agar en el desierto, como lo ilustra Nicolás Colombel (1644-1717).

El (o un) ángel del Señor (en hebreo: מַלְאַךְ יְהוָה‎: malakh YHWH "mensajero de Yahweh") es una entidad que aparece varias veces en el Tanaj (Antiguo Testamento) en nombre del Dios de Israel.
El término malakh YHWH, que aparece 65 veces en los textos de la Biblia Hebrea, puede traducirse como "el ángel del Señor" o "un ángel del Señor". La versión Autorizada del Rey Jacobo generalmente lo traduce como "el ángel del Señor"; con menos frecuencia como "un ángel del Señor". La Septuaginta (LXX) a veces usa ἄγγελος Κυρίου (un ángel del Señor), a veces ὁ ἄγγελος Κυρίου (el ángel del Señor): en Génesis 16: 7-11, se da primero la forma sin el artículo griego, luego, en todas las menciones posteriores con el artículo, como en el uso anafórico del artículo.
Un término estrechamente relacionado es "ángel de Dios" (mal'akh 'Elohim), mencionado 12 veces (2 de las cuales son en plural). Otra expresión relacionada, Ángel de la Presencia, aparece solo una vez (Isaías 63: 9).
El Nuevo Testamento usa el término "ángel del Señor" (ἄγγελος Κυρίου) varias veces, en un caso particular (Lucas 1: 11-19) lo identifica como Gabriel.

## Biblia hebrea

### Ángel de Yahweh
La palabra ángel que aparece en repetidas ocasiones en las escrituras de la Biblia se refiere a una entidad celestial que entrega un mensaje de Dios a los humanos en la Tierra, en otras palabras, un mensajero de Dios. Hay una diferencia entre un ángel y el Ángel del Señor. El ángel del Señor es el único ángel que aparece continuamente a lo largo del Antiguo Testamento refiriéndose a sí mismo como el Señor y Dios en primera persona; mientras que los otros ángeles mencionados en las escrituras se refieren a Dios como una tercera persona santificada que siempre se humilla y no acepta ningún tipo de gloria.
Ejemplos del uso del término hebreo מַלְאַךְ יְהוָה se encuentran en los siguientes versículos, aquí dados en la traducción de la Nueva Versión Internacional:
- Genesis 16:7-14: El ángel del Señor se le aparece a Agar. El ángel habla como Dios mismo en primera persona, y en el versículo 13 Agar identifica al "Señor que le había hablado" como "El Dios que la ve".
- Genesis 22:11-15. El ángel del Señor se le aparece a Abraham y se refiere a sí mismo como Dios en primera persona.
- Éxodo 3:2-4. El ángel del Señor se le aparece a Moisés en forma de una llama en el versículo 2, y Dios le habla a Moisés desde la llama en el versículo 4, ambos casos se refieren a sí mismo en primera persona.
- Números 22:22-38. El ángel del Señor se encuentra con el profeta Balaam en el camino. En el versículo 38, Balaam identifica al ángel que le habló como entregando la palabra de Dios.
- Jueces 2:1-3. Un ángel del Señor se le aparece a Israel.
- Jueces 6:11-23. Un ángel del Señor se le aparece a Gedeón, y en el versículo 22 Gedeón teme por su vida porque ha visto a un ángel del Señor cara a cara.
- Jueces 13:3-22. El ángel del Señor se aparece a Manoa y a su esposa y, en el versículo 16, les dice que ofrezcan al Señor si van a hacer una ofrenda. ("Pero el ángel del Señor respondió [...] Pero, si preparas un holocausto, ofréceselo al Señor.. Manoa no se había dado cuenta de que aquel era el Ángel del Señor.").  Más tarde Manoa pensó que él y su esposa morirían porque "habían visto a Dios".
- Zacarías 1:12. El ángel del Señor suplica al Señor que tenga misericordia de Jerusalén y de las ciudades de Judá.
- Zacarías 3:4. El ángel del Señor quita el pecado del sumo sacerdote Josué..

La traducción griega del Antiguo Testamento conocida como la Septuaginta. traduce la frase hebrea מַלְאַךְ יְהוָה como ἄγγελος Κυρίου, "ángel del Señor" o como ὁ ἄγγελος Κυρίου, "el ángel del Señor". "Debido al modismo hebreo, esto puede significar no más que 'un ángel de Dios', y la Septuaginta lo traduce con o sin el artículo a voluntad".
La KJV y la NKJV escriben con mayúscula "ángel" en las referencias del Antiguo Testamento al "Ángel del Señor", mientras que en las referencias del Antiguo Testamento a "un ángel del Señor" (y en las referencias del Nuevo Testamento) use minúscula "ángel". La mayoría de las versiones, incluidas la JBS, NBLA, etc, no escriben con mayúscula "ángel" en las menciones de "ángel del Señor".

### Ángel de Elohim
El término "ángel de Dios" (heb. Mal'akh 'Elohim) aparece 12 veces (2 de las cuales son en plural). Como en los siguientes ejemplos:
- Genesis 31:11. El ángel de Dios llama a Jacob en un sueño y le dice "Yo soy el Dios de Bethel".
- Éxodo 14:19. El ángel de Dios conduce el campamento de Israel y también los sigue con el pilar de fuego.
- Jueces 13:9. El ángel de Dios se acercó a la esposa de Manoa después de que el Señor escuchó a Manoa.

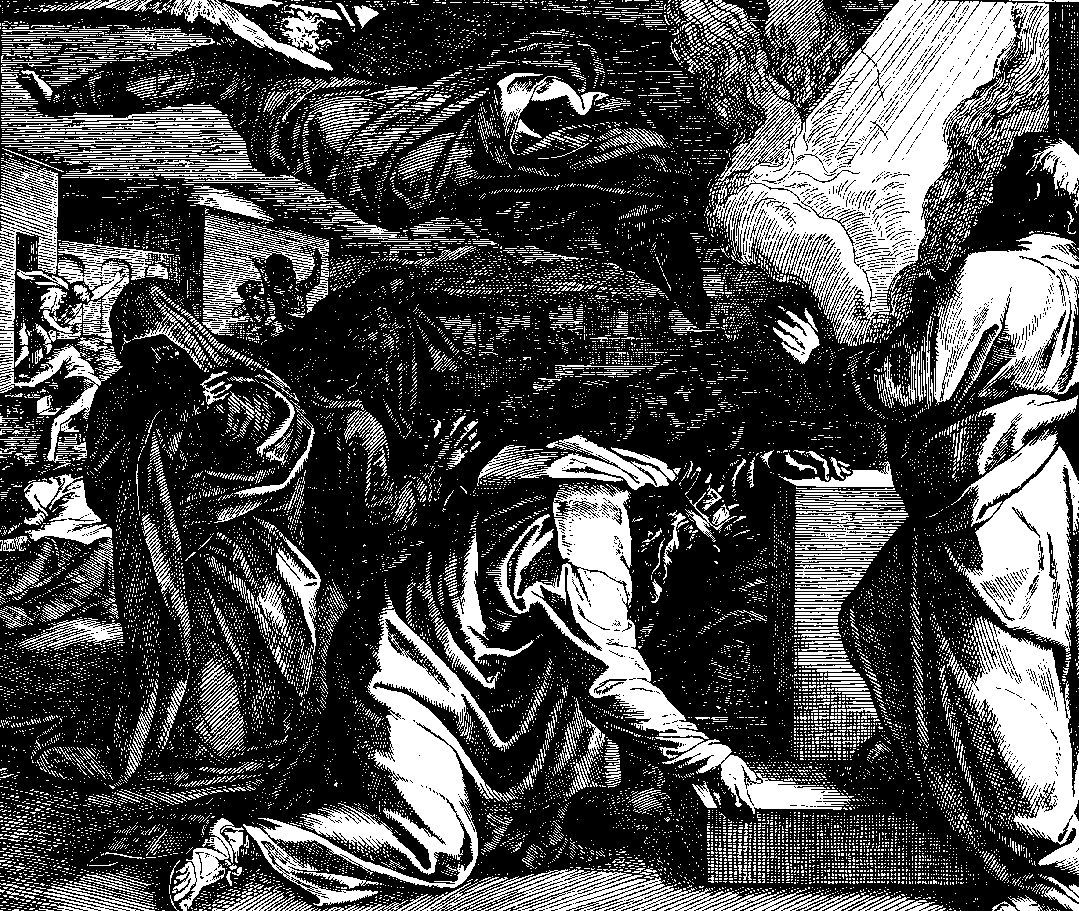
David es representado intercediendo a favor de la gente para acabar con la plaga (1 Crónicas 21) en este grabado en madera de 1860 por Julius Schnorr von Carolsfeld.

### Ángel enviado por Dios
Adicionalmente, hay menciones de Dios "enviando un ángel", de las cuales los siguientes son ejemplos:
- Éxodo 23: 20-21. El Señor dice que enviará un ángel delante de los israelitas, y les advierte que obedezcan la voz del ángel, y que el ángel "no perdonará las transgresiones" porque el nombre del Señor "está en él".
- Éxodo 33: 2. Dios dice que enviará un ángel delante de los israelitas, y que echará a los cananeos, amorreos, hititas, ferezeos, evitas y jebuseos.
- Números 20:16. El Señor envió un ángel y sacó al pueblo de Israel de Egipto.
- 1 Crónicas 21:15. Dios envió un ángel para destruir Jerusalén, pero luego se arrepintió y le dijo al ángel que detuviera su mano.
- 2 Crónicas 32:21. El Señor envió un ángel, el cual mató a todos los valientes y valerosos, así como a los jefes y capitanes en el campamento del rey de Asiria.

## Nuevo Testamento
En el Nuevo Testamento, la frase griega ἄγγελος Κυρίου (aggelos kuriou - "ángel del Señor") se encuentra en Mateo 1:20, 1:24, 2:13, 2:19, 28:2; Lucas 1:11, 2:9; Juan 5:4; Hechos 5:19, 8:26, 12:7 y 12:23. Las traducciones inglesas traducen la frase como "un ángel del Señor" o como "el ángel del Señor". Las menciones en Hechos 12:11 y Apocalipsis 1:1; 22:6 de "su ángel" (el ángel del Señor) también pueden entenderse como una referencia al ángel del Señor o un ángel del Señor.
Un ángel del Señor que se menciona en Lucas 1:11 se da a conocer a sí mismo y a su identidad como Gabriel en Lucas 1:19.

## Interpretaciones
La mayoría de las apariciones del "ángel del Señor" dejan al lector con la pregunta de si fue un ángel o Yahveh quien apareció. Aparte de la opinión de que "el ángel del Señor es solo eso: un ángel", se ha ofrecido una amplia gama de soluciones, como hacer del ángel una manifestación terrenal (avatar) del Dios de Israel o incluso de Cristo.
En la Enciclopedia Católica (1907), Hugh Pope escribe: "Los primeros Padres, siguiendo la carta del texto de la Septuaginta, sostenían que era Dios mismo quien apareció como el Dador de la ley a Moisés. No era extraño entonces que Tertuliano [...] considerara tales manifestaciones a la luz de los preludios de la Encarnación, y la mayoría de los Padres orientales siguieron la misma línea de pensamiento ". Pope cita la opinión de Teodoreto de que este ángel era probablemente Cristo, "el Hijo Unigénito, el Ángel del gran Consejo", y contrasta el punto de vista de Teodoreto con el punto de vista opuesto de los padres latinos Jerónimo, Agustín y Gregorio Magno de que no era más que un ángel, un punto de vista que, según él, "estaba destinado a vivir en la Iglesia, y los escolásticos lo redujeron a un sistema". Como exponente de este punto de vista cita a Agustín, quien declaró que "el ángel es correctamente llamado ángel si lo consideramos él mismo, pero igualmente correctamente es llamado 'el Señor' porque Dios habita en él". Sin embargo, indica que dentro de la Iglesia Católica también se mantuvo el punto de vista opuesto.
Las apariciones del "ángel del Señor" se presentan de hecho a menudo como teofanías, apariciones del mismo Yahveh en lugar de una entidad separada que actúa en su nombre. En Génesis 31: 11-13, "el ángel de Dios" dice: "Yo soy el Dios de Bet-el". En Éxodo 3: 2-6 "el ángel de Yahweh" (מלאך יהוה) se apareció a Moisés en la llama de fuego, y luego "Yahveh" (יהוה) le dice: "Yo soy el Dios de tu padre". Compárese también con Génesis 22:11; Jueces 6: 11-22. A veces, el ángel del Señor habla de tal manera que asume autoridad sobre las promesas anteriores (ver Génesis 16:11 y 21:17). Según la Nueva Biblia Estadounidense, la forma visual bajo la cual Dios apareció y habló a los hombres se refiere indiferentemente en algunos textos del Antiguo Testamento, ya sea como ángel de Dios o como Dios mismo.
Otra interpretación se basa en el uso por el cual los portavoces antiguos, después de una frase introductoria, usaban la primera persona gramaticalmente para proclamar el punto de vista de la persona a la que representan.
Otra propuesta es la teoría de la interpolación de Samuel A. Meier, que sostiene que, originalmente, las historias en las que hay ambigüedad entre Yahweh y el "ángel de Yahweh" fueron escritas con Yahveh mismo entregando el mensaje. Más tarde, los copistas insertaron el término mal'akh antes del nombre divino para modificar las narraciones, con el fin de cumplir con los estándares de una teología cambiante que enfatizaba con más fuerza a un Dios trascendente. Si se elimina el término mal'akh de estos pasajes, la historia restante encaja perfectamente con un formato "predeterminado" en la literatura del Cercano Oriente en el que la deidad aparece directamente a los humanos sin un intermediario. La adición de mal'akh no requiere ningún cambio en la forma de los verbos conectados a él, ya que tanto mal'akh como una deidad así como Yahweh o Elohim son de género gramatical masculino y dado que el sustantivo antes del cual se introduce mal'akh no se ve afectado en el nivel consonántico. Por otro lado, la eliminación de la palabra mal'akh de la narración suele hacerla más coherente y acorde con su contexto literario del Antiguo Cercano Oriente.
Aunque Wojciech Kosior favorece esta mimsa teoría de la interpolación, menciona algunas dificultades no resueltas relacionadas con ella: la gran cantidad de teofanías similares en las que la palabra mal'akh no se ha agregado a los nombres de Yahweh y Elohim y el hecho de que nunca se asocia con nombres como El-Elyon, El-Shadday o El-Ro'eh adorado por los hebreos bíblicos.

### Posible cristofanía
Los primeros Padres de la Iglesia, como Justino Mártir, identifican al ángel del Señor como el Cristo preencarnado. Cuya aparición, es decir, Cristofanía, está registrada en la Biblia hebrea. Sobre la razón por la que algunos cristianos primitivos vieron a Jesús como el ángel del Señor, Susan Garrett dice:
[La lógica detrás de] la lectura de Jesús en los relatos del Ángel del Señor fue más profunda. Muchos judíos antes y durante la época de Jesús estaban profundamente interesados en los ángeles. Algunos entendieron al Ángel del Señor como un ser completamente separado de Dios, una especie de visir angelical o ángel diestro, que servía como jefe de la hueste celestial y en otras capacidades importantes, incluso como mediador entre Dios y los humanos. Además, algunos judíos se apropiaron habitualmente del lenguaje que se usa en las Escrituras para describir al ángel del Señor y lo usaron para caracterizar algunos de los atributos de Dios, incluida la palabra, la gloria, la sabiduría, el espíritu, el poder y el nombre de Dios.—Casi como si estos aspectos de la deidad fueran ángeles independientes en sí mismos. En otras palabras, aparte del cristianismo, entre los judíos de la antigüedad se hablaba de la palabra de Dios, la gloria de Dios, etc; en términos que recordaban mucho al ángel del Señor. Entonces, cuando los primeros autores cristianos como Justino Mártir conectaron a Jesús con la palabra de Dios y esa palabra, a su vez, con el ángel del Señor, no inventaron desde cero, sino que agregaron una nueva capa a las formas bien establecidas de leer las Escrituras.
El filósofo judío helenístico Filón identificó al ángel del Señor (en singular) con el Logos.
En el Diccionario Evangélico de Teología Bíblica de Baker, Louis Goldberg escribe: "Las funciones del ángel del Señor en el Antiguo Testamento prefiguran el ministerio reconciliador de Jesús. En el Nuevo Testamento, no se menciona al ángel del Señor; el Mesías mismo es esta persona".
Por otro lado, Knofel Staton dice: "La idea de que este ángel era Cristo es poco probable por muchas razones, que incluyen las siguientes: 1) Dios nunca le dijo a ningún ángel (incluido el 'ángel del Señor') 'tú eres mi hijo '(Heb 1: 5) ..."; Ben Witherington dice: "El ángel del Señor es solo eso: un ángel. [...] El divino hijo de Dios [...] no era un simple ángel del Señor, ni se manifestó en alguna forma observable antes de la Encarnación".
Los testigos de Jehová enseñan que el ángel que llevó a los israelitas a su tierra prometida y no perdonó la transgresión porque el nombre de Dios estaba en él (Éxodo 23: 20-21) era el "Hijo primogénito de Dios", el Cristo preexistente, también llamado arcángel Miguel, el Príncipe del pueblo de Israel mencionado en Daniel 10:21, el primogénito llamado "el Hijo de Dios" porque fue creado con cualidades como las de su Padre.